# تامون هوندا
تامون هوندا (ژاپنی: 本田 多聞؛ زادهٔ ۱۵ اوت ۱۹۶۳) کشتی‌گیر حرفه‌ای اهل ژاپن است.